# Cliobata biguttata
Cliobata biguttata är en tvåvingeart som först beskrevs av Günther Enderlein 1922.  Cliobata biguttata ingår i släktet Cliobata och familjen skridflugor.
Artens utbredningsområde är Colombia. Inga underarter finns listade i Catalogue of Life.